# Paso de Indios (departamento)
Paso de Indios é um departamento da Argentina, localizado na província do Chubut.